# 食蟹浣熊
食蟹浣熊，是分布於中南美洲（包括千里達及托巴哥）的浣熊屬物種，包括哥斯大黎加南部至安地斯山脈以東的南美洲大部分地區，最南至北阿根廷及烏拉圭以及巴拿馬到巴拉圭。儘管被稱為食蟹浣熊，但食蟹浣熊的食性並不僅於螃蟹，而常見於北美洲的浣熊同樣也會以螃蟹為食。

## 食性與解剖學
食蟹浣熊屬雜食性動物，以螃蟹、海螯蝦、淡水龍蝦或其他甲殼動物，以及貝類如牡蠣或蛤蠣為食，但也會取食小型兩生類、魚類、昆蟲、烏龜、烏龜蛋、水果、堅果及蔬菜。牠們的外型與浣熊類似，同樣具有黑色環紋與黑色的面部花紋。和浣熊不同的是，食蟹浣熊的頸毛向頭部傾斜，而浣熊則是向後。另外，食蟹浣熊比起浣熊更能適應樹上的生活，並具有較細尖的爪子。牠們也具有較大的頰齒、較寬而圓的牙尖，能以更堅硬的食物為食。食蟹浣熊與浣熊的體型大小近似（因此艾倫法則並不適用），但比起浣熊，食蟹浣熊具有較短的毛、較瘦而流線型的身型。體長約為41至80 cm（16至31英寸），尾長20至56 cm（8至22英寸），肩高23 cm（9英寸），體重約為2至12（4至26磅），但大多介於5、7（11、15磅），雄性體型略大於雌性。

## 行為
食蟹浣熊為夜行性的獨居動物，主要為棲息於地面，但也會爬到樹上，會於溪流，湖泊，沼澤和海岸覓食。在巴拿馬及哥斯大黎加，食蟹浣熊與浣熊共域，但食蟹浣熊會棲息於內陸河流與溪流附近，浣熊則棲息於紅樹林。有時候，食蟹浣熊也會在常綠林或平原附近出沒，但鮮少發現於雨林。相較於浣熊，食蟹浣熊並不那麼適應人類環境，並較少會出沒於其中。

## 繁殖
食蟹浣熊會於七月至九月間進行繁殖，妊娠期約為60至73天。牠們會於岩石裂隙、樹洞、其他動物廢棄的巢穴生產，一胎可產下2至7隻（平均為3隻）幼仔。一年約繁殖一次，但若雌性食蟹浣熊在繁殖期初期失去所有子代，牠得以再重新繁殖並再次產下子代。雄性並不會撫養後代，而雌性在扶養後代時會變得更具有領域性，並會驅趕領域內的其他浣熊。

## 圖庫

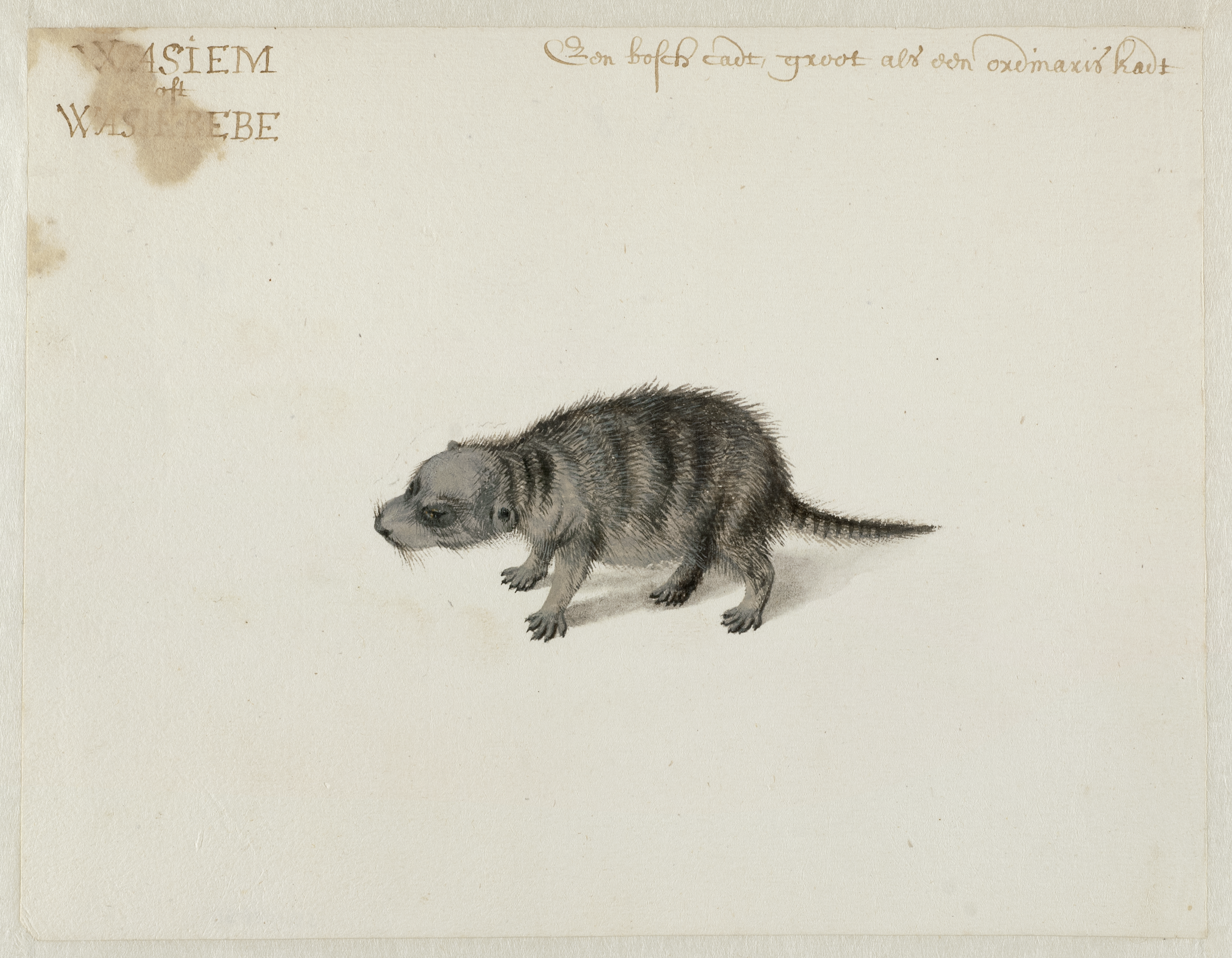
食蟹浣熊繪圖，由弗蘭斯・波斯特（英语：Frans Post）於1637 - 1644年繪製
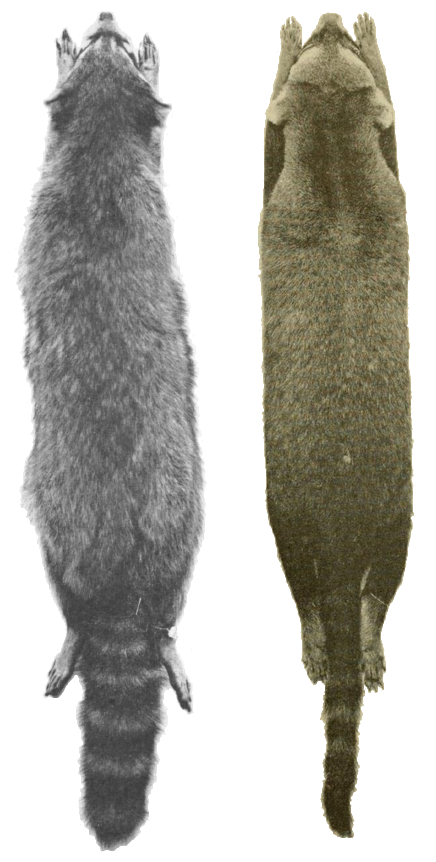
浣熊（左）與食蟹浣熊（右）的毛皮
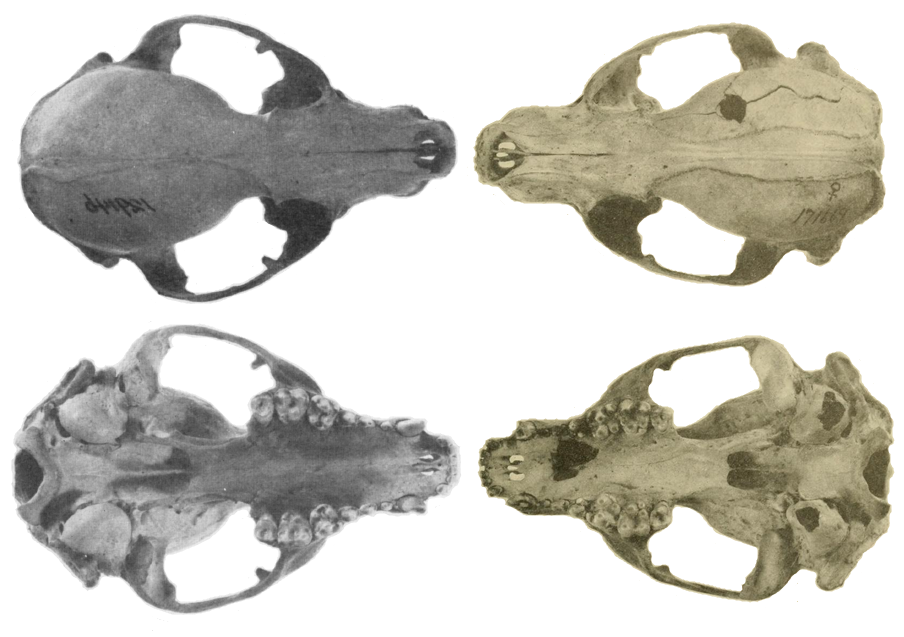
浣熊（左）與食蟹浣熊（右）的頭骨
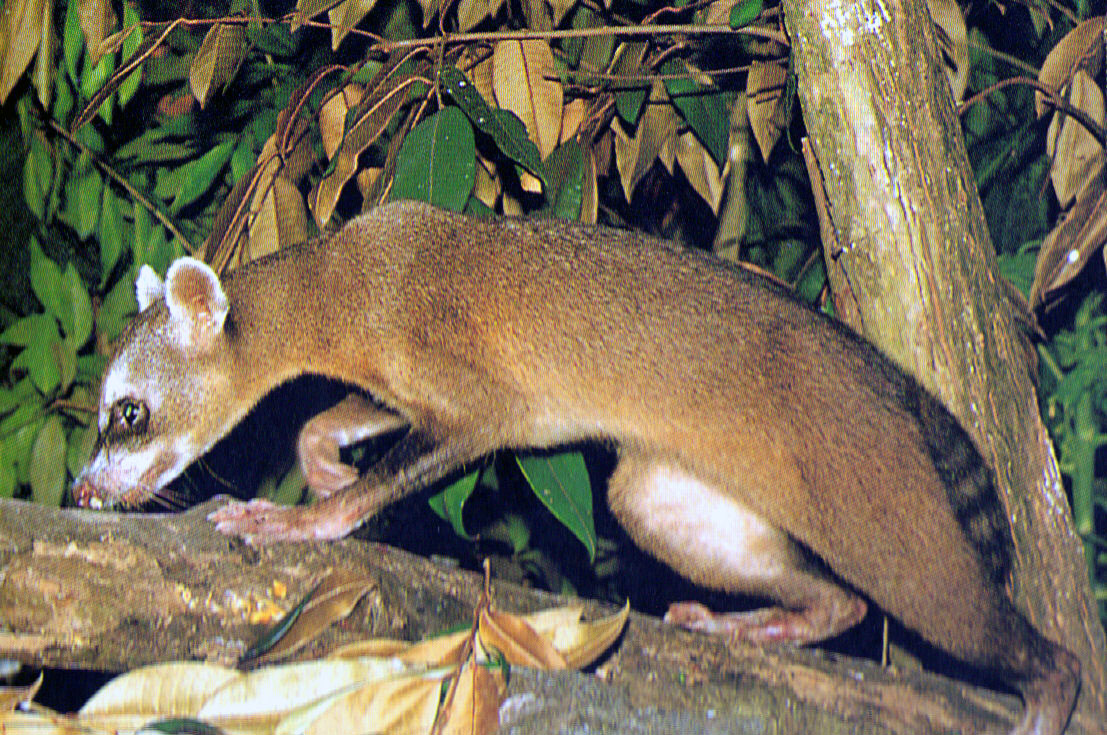
食蟹浣熊具有偏棕色的體色與較小的面部花紋
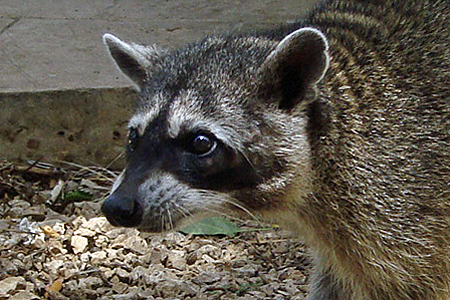
食蟹浣熊的頭部
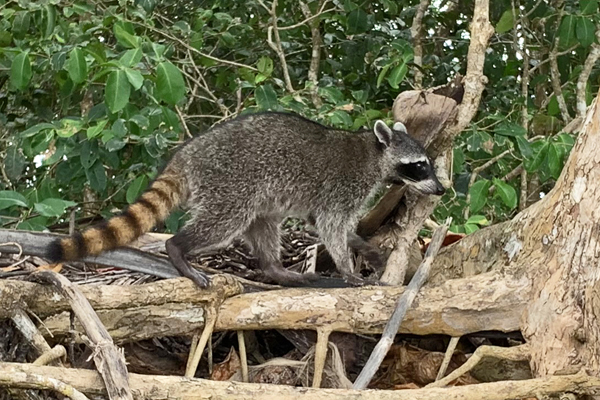
野生的食蟹浣熊

## 外部連結
- 维基共享资源上的相關多媒體資源：食蟹浣熊
- 維基物種上的相關：食蟹浣熊